# آیدیو
آیدیو (انگلیسی: IDEO) شرکت طراحی آمریکایی است، که در سال ۱۹۹۱ توسط دیوید ام. کلی، بیل ماگریج و مایک ناتال تأسیس شد.